# لیکویو (آریزونا)
لیکویو (به انگلیسی: Lakeview) یک منطقهٔ مسکونی در ایالات متحده آمریکا است که در آریزونا واقع شده‌است. لیکویو ۲٬۱۸۵ متر بالاتر از سطح دریا واقع شده‌است.